# Лиманкьой (вилает Лозенград)
Лиманкьой или Лиман (на турски: Limanköy) е село в околия Малък Самоков, вилает Лозенград (Къркларели), Турция. Според оценки на Статистическия институт на Турция през 2018 г. населението на селото е 362 души.

## География
Селото се намира в историко–географската област Източна Тракия, на брега на Черно море, в близост до българо-турската граница при село Резово, разположено на 10 километра южно от устието на река Резовска река.

## Фотогалерия
- Пътен знак направен с котва в селото през юли 2015 г.
- Крайбрежие на селото през юли 2015 г.